# David Petriasjvilistadion
Het David Petriasjvilistadion is een multifunctioneel stadion in Tbilisi, de hoofdstad van Georgië. Het stadion werd in 2015 geopend onder de naam Athletics Arena en biedt plaats voor 2.130 toeschouwers. FK Gagra speelt haar thuiswedstrijden in dit stadion.
In 2017 werd van dit stadion gebruik gemaakt voor het Europees kampioenschap voetbal mannen onder 19. Er werden in dit stadion 3 groepswedstrijden en een halve finale gespeeld. 